# Chapoda
Chapoda Peckham & Peckham, 1896 è un genere di ragni appartenente alla famiglia Salticidae.

## Distribuzione
Delle quattro specie oggi note di questo genere, due sono endemiche di Panama e le altre due di varie località dell'America centrale e meridionale.

## Tassonomia
A dicembre 2010, si compone di quattro specie:
- Chapoda festiva Peckham & Peckham, 1896[2] — Guatemala, Panama, Brasile
- Chapoda inermis (F. O. P.-Cambridge, 1901) — dal Messico a Panama
- Chapoda panamana Chickering, 1946 — Panama
- Chapoda peckhami Banks, 1929 — Panama